# Textilindustrie in China
Die Textilindustrie in China nimmt seit 1949 einen wichtigen Platz in der chinesischen Wirtschaft ein. Sie lässt sich in den Textil- und Bekleidungssektor unterteilen und unterlag in den letzten Jahren einem starken Wandel. Dies führte dazu, dass Chinas Textilindustrie zu einem Global Player und zum größten Exporteur von Textilien und Bekleidung aufstieg. Chinas Bekleidungs- und Textilindustrie ist relativ breit aufgestellt und lässt sich in acht Hauptkategorien wie Bekleidungsartikel, Baumwollstoffe, chemische Stoffe, Wollstoffe, Seidenstoffe, Strickgewebe, Textilmaschinen und Bastfasern unterteilen. Die Produktkapazitäten aller Kategorien der Bekleidungs- und Textilindustrie sind einmalig auf der Welt. Mit Bezug auf den chinesischen Textilentwicklungsbericht aus dem Jahr 2014/2015 wurden in China mehr als 50 Millionen Tonnen Textilfasern hergestellt, was einen Marktanteil von 54,36 % entspricht. Des Weiteren wurden 64,2 % des Weltbedarfs an chemische Fasern, 64,2 % synthetischer Fasern und 26,2 % Baumwolle in China hergestellt. Der Anteil am Welttextilmarkt lag 2017 bei 43,1 %. Im Jahr 2017 wurden von China, Textilprodukte und Kleidung im Wert von 266,95 Milliarden USD exportiert.

## China als Profiteur des liberalisierten Textilhandels
Durch den WTO-Beitritt Chinas 2002 und durch den vollständigen Wegfall der Importquoten zum 1. Januar 2005 hat sich der globale Textilhandel vervielfacht. Vor allem Länder mit großen Produktionskapazitäten, sowie relativ niedrigen Produktionskosten wie China, die aber vor allem über eine gute Infrastruktur und dazu noch über eine hohe technische Expertise verfügten, profitierten von der Handelsliberalisierung. Dies führte dazu, dass sich der Wert der chinesischen Textil- und Bekleidungsexporte seit 2002 fast verfünffacht hat. Die Textilexporte sind von 2002 bis 2015 um 90 % auf 291 Mrd. USD gestiegen und die Bekleidungsindustrie hatte einen Zuwachs von 122 % auf 454 Mrd. USD zu verzeichnen. Die im Handel mit der EU im Durchschnitt unter 10 % liegenden noch verbliebenen Zölle auf Textilien und Bekleidung mindern das Wachstum kaum. Ähnlich hohe Exportzuwächse mit Textilien erzielten nur die Türkei und Indien mit Weltexportanteilen von 6 % und Vietnam und Bangladesch mit ebenfalls 6 % in der Bekleidungsindustrie. Dieser Vorgang führte dazu, dass die spezialisierten Herstellerländer in Westeuropa unter Druck gerieten und Länder wie Italien und Belgien seit 2002 sogar rückläufige Textilexporte zu verzeichneten.

## Rückgang der Wettbewerbsvorteile in China
Momentan befindet sich die chinesische Textil- und Bekleidungsindustrie an einem Wendepunkt. Ausschlaggebend sind, dass traditionelle Wettbewerbsvorteile wie preiswerte Massenfertigung und günstige Lohnkosten rapide absinken. Dadurch verlagern sich die EU-Importe von Textilien und Bekleidung weiter von China in andere südasiatische Länder. Laut EURATEX sind 2010 die Marktanteile der Textil- und Bekleidungseinfuhren aus der Volksrepublik ist von fast 41 % auf 35 % im Jahr 2015 gesunken. Die chinesischen Exporte nach Deutschland gingen um 4,4 % im ersten Halbjahr zurück. Die chinesische Textilindustrie verstärkt die eigenständige Entwicklung innovativer und technologischer Produkte und distanziert sich vermehrt vom unteren Preissegment. Des Weiteren wird nun mehr Wert auf Schwerpunkte wie Forschung im eigenen Land und der Ausbildung von Fachkräften gelegt.

## Chinas 13. Fünfjahresplan
Im März 2016, verabschiedete China’s Ministry of Industry and Information Technology (MIIT) seinen Entwicklungsplan. Der 13. Fünfjahresplan der chinesischen Regierung sieht für den Zeitraum 2015 bis 2020 vor, dass sich die chinesische Textilindustrie mehr und mehr von dem unteren Preissegment abwendet und das Hauptaugenmerk auf die Verstärkung der eigenständigen Entwicklung technologischer und innovativer Produkte liegt. Weitere Ziele sind die Ausbildung von Fachkräften und eine Fokussierung der Forschung im eigenen Land. China selbst geht von einem Rückgang des Wachstums der Industrie aus, im Zeitraum von 2011 bis 2014 betrug die Wachstumsrate 8,5 %, in den nächsten fünf Jahren hat man sich ein Ziel von 6 bis 7 % Wachstum gesetzt. Der Export von chinesischen Textilien und Bekleidung wird deutlich zurückgehen. Der Entwicklungsplan selbst legt keine feste Wachstumsrate fest, geht aber davon aus, dass ein stabiler Marktanteil im Weltexport-Markt gehalten werden kann. Um eine nachhaltige Bekleidungs- und Textilindustrie zu gewährleisten, legt der Plan neue Richtlinien im Energie und Wasserverbrauch sowie den Ausstoß von Schadstoffen fest.

## Wichtige Unternehmen im chinesischen Textilbereich
Die Shandong Demian Group Co. ist eine große und staatliche Unternehmensgruppe, die 1997 gegründet wurde, zu ihren Tätigkeitsfeldern zählen die Weberei, Stickerei, Spinnerei, Bekleidung sowie der Druck und die Färberei. In ihrem Besitz befinden sich 21 Kämmmaschinen, 1696 Webstühle aller Art, 300.000 Spindeln, 40.000 Open-end-Spinneinrichtungen und 1.000 Strickmaschinen. Das Gesamtvermögen der Shandong Demian Group Co. beträgt 2,7 Milliarden RMB bei 8.000 Mitarbeitern. Die Demian Group verfügt über fortschrittliche Technologien und Ausrüstungen und kann daher die Marktnachfrage nach hochdichten und breiten Geweben bewerkstelligen. Ihre Produkte werden nach Japan, Europa, USA und Südostasien usw. verkauft. Ein weiteres großes Staatsunternehmen ist die China National Machinery Industry Corporation (Sinomach), welche 2017 durch die Fusion mit dem Textilriesen China Hi-Tech Group Corporation fusionierte. Zu den größten Privatunternehmen zählen die Esquel Group and Luthai. Vor allem für europäische Unternehmen produziert das privatwirtschaftliche Unternehmen Yangtzekiang Garment.

## Die Trans-Pazifik-Partnerschaft und die chinesische Textilindustrie
Am 4. Februar 2016 unterzeichneten Japan, Brunei, Australien, Kanada, USA, Chile, Malaysia, Mexiko, Vietnam, Neuseeland, Peru, Singapur und Peru offiziell das Trans-Pacific Partnership Agreement (TPP) in Auckland. Die Einfuhrzölle, die mehr als zehntausend Warenkategorien, einschließlich Textilbekleidung beinhalten, können durch die Mitglieder von TPP je nach Bedarf gesenkt oder verringert werden. Durch den Einfluss von TPP wird die Wettbewerbsfähigkeit der chinesischen Textilindustrie deutlich geschwächt. Der Gesamtwert der chinesischen Textilkleidung betrug in den ersten zehn Monaten des Jahres 2015, 234,98 Milliarden Dollar. Die größten Konkurrenten für China auf dem amerikanischen und japanischen Markt sind TPP Mitglieder wie z. B. Mexiko und Vietnam. Der chinesische Exportanteil von Textilprodukten in die USA und Japan erreichte 2015 2,5 %. Durch Inkrafttreten des Abkommens können die Unternehmen der TPP-Mitglieder in den USA und Japan die Behandlung des Nulltarifs in Anspruch nehmen.
Beispiel Vietnam: Die Textilkleidung kann mit einer Steuerermäßigung von 12 % bis 32 % behandelt werden. Man geht davon aus, dass der Marktanteil, der in den USA, nach Japan und andere Regionen exportiert wird, um das 1-Fache steigen wird, während chinesische Exportunternehmen Einfuhrzölle auf der Grundlage des Standardsteuersatzes zahlen müssen, somit steigen die Vergleichskosten deutlich. Als Beispiel für Baumwollhemden ist der Importzollsatz der chinesischen Exportunternehmen in den USA und Japan um 7,4 % bis 19,7 % höher als der, der Mitglieder von TPP. Dadurch wird die Wettbewerbsfähigkeit Chinas deutlich geschwächt.
TPP hat die Ursprungsregeln der nordamerikanischen Freihandelszone übernommen. Diese sehen vor, dass alle Textilerzeugnisse von TPP-Mitgliedern verarbeitet werden, mit Ausnahme von Materialien, die nur in der Freihandelszone eine Zollpräferenz genießen. Diese Regel wird die Vorteile der von China-ASEAN und anderen Freihandelszonen eingeführten Politik abschwächen und Vietnam und andere Hauptimporteure von Textilmaterialien zwingen, ihre Bestellungen aus China durch andere TPP-Mitglieder zu ersetzen. Aufgrund dessen verliert China fast 10 Milliarden Dollar an Aufträgen nur in Vietnam. Diese Situation wird China viele Aufträge kosten und wird zwangsläufig dazu führen, dass die chinesische Textilindustrie geschwächt wird.
In den letzten Jahren gingen Aufträge zwischen 10 % und 15 % von China nach Südostasien. Am Beispiel der USA betrug der Wert des Handels mit Bekleidung aus China in die USA im Jahr 2010 39,2 %. 2014 nur noch 36,2 %. Im Jahr 2000 betrug der Wert der importierten Bekleidung aus Vietnam in die USA nur 0,1 %, während er im Jahr 2014 bereits auf 11,3 % gestiegen war. Vietnam ist bereits der zweitgrößte Anbieter von Bekleidung für die USA. Darüber hinaus hat Vietnam im Mai 2015 ein Freihandelsabkommen mit Korea unterzeichnet. Für Vietnam wird Korea die Zölle auf 95,43 % der Steuerposten einschließlich Textilien senken. Im August 2015 erreichte Vietnam ein Übereinkommen für ein Freihandelsabkommen mit der EU, mit dem Ergebnis, dass der Tarif für fast alle Waren aus Vietnam gesenkt wird, was kontraproduktiv für die chinesische Textilindustrie ist.

## Auswirkungen auf die Umwelt
Die Produktion von Kleidung, die zu mehr als 90 Prozent aus Asien stammen, verursacht verheerende Umweltschäden. Vor allem Tiere und Menschen sind die Leidtragenden der Massenproduktion. Mittlerweile gelten in China mehr als zwei Drittel der Seen und Flüsse als verschmutzt. Immer wieder wurden bei Greenpeace-Tests der Fabrikabwässer gefährliche Chemikalien wie Antimon, Chlorbenzole und Nonylphenol gefunden, die meist ungefiltert durch die Fabriken abgeleitet werden und sich später wieder im Essen und im Trinkwasser feststellen lassen. Diese Schadstoffe lassen sich in Tieren und Menschen nachweisen und stellen eine Gefahr für die Gesundheit dar. In dem Greenpeace Report „A little Story About a Monstrous Mess“ wurde nachgewiesen, dass giftige Abwässer durch Textilfabriken ins Meer geleitet wurden. Der Verursacher in diesem Fall war das Industriegebiet „Wubao Dyeing“, welches sich in der Nähe der chinesischen Stadt Shishi in der Provinz Fujian befindet und mit der Produktion von chinesischer Kinderkleidung beauftragt ist. Natürlich lässt sich die Umweltverschmutzung nicht nur auf eine Provinz beschränken, so hielten sich 2012 zwei Drittel von 435 registrierten Abfluss-Stationen in China nicht an geltende Umweltstandards. Da auf den Etiketten nicht auf die Schadstoffe hingewiesen wird, erfahren die Verbraucher erst gar nichts davon und sind den Schadstoffen schutzlos ausgeliefert. Die schwachen Umweltauflagen in China fördern diese Vorgänge. Ziel von Greenpeace ist es, dass alle Firmen bis 2020 ihre Abwasserdaten veröffentlichen und gefährliche Chemikalien aus deren Lieferkette verbannt werden. Des Weiteren wird von der chinesischen Regierung gefordert, dass bei den Textilfirmen die neue Transparenz-Richtlinie durchgesetzt wird.